# Stephanorrhina haroldi
Stephanorrhina haroldi är en skalbaggsart som beskrevs av Hermann Julius Kolbe 1892. Stephanorrhina haroldi ingår i släktet Stephanorrhina och familjen Cetoniidae. Inga underarter finns listade i Catalogue of Life.